# Beauty Milton
Beauty Milton (* 21. September 1942 in Alabama, Vereinigte Staaten) ist eine US-amerikanische Sängerin und Schauspielerin im deutschen Showbusiness der 1960er und 1970er Jahre.

## Leben und Wirken
Die farbige US-Amerikanerin hatte eine Ausbildung zur Krankenschwester erhalten und wurde während einer Europareise per Zufall entdeckt, als sie während eines Besuchs in einem Wiener Heurigenlokal spaßeshalber selbst zu singen anfing. Bald begannen sich deutsche Schlagerproduzenten und Fernsehsender für Beauty Milton zu interessieren, und seit 1964 trat sie in einer Reihe von Unterhaltungssendungen wie der Rudi Carrell Show auf, wirkte aber auch als Schauspielerin in Fernsehfilmen mit. Auch in anderen europäischen Ländern wie Belgien, Großbritannien, den Niederlanden, der DDR, Skandinavien, Italien, der Schweiz, Luxemburg, Frankreich und der Tschechoslowakei absolvierte Milton Gesangsauftritte. Beauty Milton war mit dem deutschen Fußballspieler Wolfgang John verheiratet.

## Filmografie
- 1964: Das Konzert
- 1968: Auf den Flügeln bunter Träume
- 1969: Karussell (Fernsehserie) (eine Folge)
- 1969: Der rasende Lokalreporter (eine Folge)
- 1969: Mr. Cannibal und seine Träume (Kurzfilm)
- 1968, 1970: Rudi Carrell Show (zwei Ausgaben)
- 1970: Ein Jahr voll Musik
- 1970: Jugend-Party
- 1971: Piet auf hoher See
- 1974: Sergeant Berry (eine Folge)
- 1976: Das Licht auf dem Galgen
- 1980: Berlin Mitte

## Einzelnachweis
1. ↑  Ihre Plattenfirma lancierte in Teilen eine komplett andere, möglicherweise stark geschönte Biografie über sie. Der zufolge soll sie 1943 in San Francisco geboren sein – der California Birth Index weist jedoch keine Beauty Milton aus –, soll als Kind in einem Gospelchor gesungen haben, ehe sie als junge Erwachsene in San Francisco Medizin studiert habe. Auf einem Weihnachtsball der Universität soll sie das erste Mal als Sängerin auf der Bühne gestanden haben, wo sie ein deutscher Manager entdeckt und sie daraufhin nach Europa geholt haben will. Ehemann Wolfgang John soll unter seiner Leitung am Wörthersee eine Fernsehshow mit dem Titel „Black and White am Wörthersee“ hergestellt haben, doch ist weder diese Show noch Johns Produzententätigkeit nachzuweisen.

| Personendaten    | Personendaten                                |
| ---------------- | -------------------------------------------- |
| NAME             | Milton, Beauty                               |
| KURZBESCHREIBUNG | US-amerikanische Sängerin und Schauspielerin |
| GEBURTSDATUM     | 21. September 1942                           |
| GEBURTSORT       | Alabama, Vereinigte Staaten                  |